# Biserica „Adormirea Maicii Domnului” - Fundeni din Câmpulung
Biserica „Adormirea Maicii Domnului” - Fundeni din Câmpulung este un monument istoric aflat pe teritoriul municipiului Câmpulung. În Repertoriul Arheologic Național, monumentul apare cu codul 13506.04.
Nu se știe când și de cine a fost ctitorit acest așezământ, fiindcă nu i s-a păstrat pisania. Biserica Fundenii pare să fi fost inițial o biserică de familie. Pare-se neamul Fundeanu, o veche familie boierească, pe moșia căreia e posibil să se fi ridicat biserica. În lipsa izvoarelor istorice, misterele învăluie începuturile modestei biserici din partea de sud a orașului. Singurele indicii se mai află sub pardoseala din interior, unde sunt mormintele familiei ctitorilor. Probabil că cercetarea lor ar aduce date suplimentare despre biserică. Există o placă de mormânt, din timpul lui Alexandru voievod (leat 7084, adică anul 1576), ceea ce conduce la ipoteza că, la mijlocul secolului al XVI-lea, această biserică era funcțională. În «Monografia Câmpulungului», preotul Ioan Răuțescu aduce și un alt argument în favoarea acestei date, respectiv amestecul de cărămidă așezată orizontal și vertical și piatră de râu folosit la ridicarea zidurilor bisericii. E o tehnică de construcție al cărui aspect îi conferă specificitate locală Bisericii Fundeni, tot așa după cum specifică îi este și lipsa turlelor. Alți specialiști cred că ea e și mai veche, fiind zidită prima dată la sfârșitul secolului al XV-lea. În orice caz, anul ctitoririi rămâne o enigmă, însă nici apoi izvoarele istorice nu sunt prea bogate în ceea ce privește acest lăcaș creștin. Ferestrele altarului, care sunt săpate în piatră, mai conțin încă resturile a două inscripții în slavonă, una din 1662 și cealaltă din 1558, în care sunt pomeniți doi robi ai lui Dumnezeu: Ion Neacșa și Deadiu. În anul 1778, armata otomană îi provoacă bisericii mari stricăciuni dar, după plecarea acesteia, a fost « meremetisită » de stolnicul Nicolae Colfescu și de biv județul Gheorghe Buzoianu. În secolul al XVIII-lea, Biserica Fundeni trece sub administrarea mânăstirii Negru Vodă, pentru ca apoi, să redevină biserică de obște. În anul 1810, Muntenia fiind sub ocupație rusească, la ordinul armatei țariste se întocmește o catagrafie (recensământ). De aici, s-a aflat că atunci slujea la Biserica Fundeni preotul Teodosie, de 40 de ani, «bun, învățat, cântăreț, neglobit, fără patima beției». Parohia Fundeni cuprindea 28 de case, cu 92 de suflete în total, dintre care 47 de parte bărbătească și 45 de parte femeiască. Treizeci de ani mai târziu, la porunca Mitropolitului Neofit, se întocmește un alt recensământ, iar preotul Ion Duhovnicu, parohul de la Biserica Fundeni, raportează existența în parohie a 35 de familii (același recensământ notează Șubeștii cu 80 de familii). Împărțirea acestora în trei categorii, în funcție de venituri, ne dezvăluie și structura socială a acestei părți a orașului, care cuprindea 11 nume de familie incluse în categoria «cu stare mai bunicică», 17 « fără stare » și 7 văduve. Avem de-a face, așadar, cu enoriași nu doar puțini, ci și săraci. De aceea, nu e de mirare faptul că, așa după cum rezultă din vechi documente păstrate în arhive, preoți ai bisericii au cerut protoieriei să îi scutească de plata unor obligații, cum ar fi acelea pentru gazete bisericești sau pentru cercetarea bisericii. În anul 1856 biserica a fost reparată la exterior, dar acoperișul său a rămas degradat. La sfârșitul secolului XIX biserica s-a deteriorat atât de mult, încât a fost închisă și trecută sub administrarea Bisericii Șubești. Protoieria Câmpulung solicita Mitropoliei Ungrovlahiei, în 1904, demolarea Bisericii Fundeni, raportând că «n-are nici o inscripție, nu se știe cine au fost fondatorii și n-are importanță istorică». Spre deosebire de bisericile Sf. Vineri, Bradu sau Valea, Biserica Fundeni nu a fost dărâmată, ci dimpotrivă consolidată în 1930, prin grija Comisiunii Monumentelor Istorice. Mai mult, aici s-a organizat și un muzeu propriu care conținea veșminte preoțești vechi, cărți liturgice, monezi, pietre inscripționate, etc. În anii regimului comunist, în biserică nu s-au mai oficiat servicii religioase. Piesele expuse au fost transferate la muzeele din Câmpulung și București, iar clădirea a fost inclusă oficial în circuitul turistic, însă a fost deschisă doar în momente speciale. Continuarea lucrărilor de întreținere, a făcut ca în 1995, biserica Fundeni să redevină biserică de mir. (http://bisericafundeni.wordpress.com/)